# 844
Évszázadok: 8. század – 9. század – 10. század
Évtizedek: 790-es évek – 800-as évek – 810-es évek – 820-as évek – 830-as évek – 840-es évek – 850-es évek – 860-as évek – 870-es évek – 880-as évek – 890-es évek
Évek: 839 – 840 – 841 – 842 –  843 – 844 – 845 – 846 – 847 – 848 – 849

## Események

### Európa
- Januárban meghal IV. Gergely pápa. A római főnemesség II. Sergiust jelöli helyére, míg a köznép János diakónust választja az egyház fejévé. A nemesség katonai erővel leveri az ellenállást, Jánost kolostorba zárják, Sergiust pedig sietve felszentelik, ám emiatt nem kérik ki Lothár császár törvényben előírt jóváhagyását. Lothár fiát, Lajost sereggel küldi Rómába, hogy nyomatékot adjon uralkodói jogainak. Lajos megegyezik Sergiusszal, jóváhagyják pápává választását és Sergius Rómában apja melletti társuralkodó királlyá koronázza Lajost.[1]
- Kopasz Károly nyugati frank király hadjáratot indít lázadó unokaöccse, II. Pippin ellen, aki magának követeli Aquitániát. Pippin a portyázó vikingeket hívja segítségül, akik azonban inkább a Garonne folyón felhajózva kifosztják a vidéket egészen Toulouse-ig. Kopasz Károly ostrommal elfoglalja Toulouse-t, elfogja és kivégezteti Pippin szövetségesét, a lázadó Septimaniai Bernard-t.
- A Károllyal háborúságban álló Nominoe breton herceg kihasználja a király lekötöttségét és feldúlja Maine-t. A herceg hadisarcot fizet a Bretagne partjait fosztogató vikingeknek.
- A vikingek egy másik csoportja Galíciában próbál szerencsét; miután innen elűzik őket végigfosztogatják a Córdobai Emirátus partvidékét, kirabolják Lisszabont, Beját, Nieblát, majd Sevillát is.
- I. Ramiro asztúriai király állítólag nagy győzelmet arat a muszlimok felett a clavijói csatában. Mivel előző éjjel Szent Jakab megjelent álmában, elrendeli hogy minden ibériai keresztény zarándokoljon el Jakab Santiago de Compostela-i ereklyéihez és fizessen különadót az egyháznak. A mai történészek szerint a csata későbbi hamisítás, először csak a 13. században írnak róla.
- Northumbriában Rædwulf elűzi a trónjáról II. Æthelred királyt, de még ebben az évben elesik a vikingek ellen vívott harcban és Æthelred visszatér.

## Születések
- Abdalláh, córdobai emír
- Szoszei, japán költő
- Jü Hszüan-csi, kínai költő

## Halálozások
- január 11. – I. Mikhaél, bizánci császár
- január 25. – IV. Gergely, római pápa[1]
- Bera, barcelonai gróf
- Bernard, septimaniai herceg
- Nithard, frank történetíró
- Rædwulf, northumbriai király
- Theodrada, Nagy Károly lánya

## Fordítás
- Ez a szócikk részben vagy egészben  a(z)   844 című angol Wikipédia-szócikk ezen változatának fordításán alapul.  Az eredeti cikk szerkesztőit annak laptörténete sorolja fel. Ez a jelzés csupán a megfogalmazás eredetét és a szerzői jogokat jelzi, nem szolgál a cikkben szereplő információk forrásmegjelöléseként.